# Hidaka (Kōchi)
Hidaka (日高村?) è un villaggio giapponese della prefettura di Kōchi.